# 拉賓諾·夏列迪
拉賓諾·夏列迪（英語：Labinot Haliti，1985年10月26日—），是一名澳洲職業足球員，司職翼鋒，現效力澳職球會西悉尼流浪者。
他出生於南斯拉夫，而且同時持有阿爾巴尼亞及澳洲護照，因此他有權代表任一國參加國際賽。